# Prix de l'association des journalistes cinématographiques du Bengale
Le prix de l'association des journalistes cinématographiques du Bengale, en anglais : Bengal Film Journalists' Association Awards, également appelé BFJA Awards, est remis par association des journalistes cinématographiques du Bengale (BFJA), la plus ancienne association de critiques de cinéma en Inde, fondée en 1937 pour servir le journalisme cinématographique et l'industrie cinématographique en développement. La première cérémonie se tient en 1938.